# Keita Hidaka
Keita Hidaka (japanisch 日髙 慶太 Hidaka Keita; * 19. Februar 1990 in Tokio, Präfektur Tokio) ist ein japanischer Fußballspieler.

## Karriere
Hidaka erlernte das Fußballspielen in der Schulmannschaft der Toin Gakuen High School und der Universitätsmannschaft der Keiō-Universität. Seinen ersten Vertrag unterschrieb er 2012 bei Montedio Yamagata. Der Verein spielte in der zweithöchsten Liga des Landes, der J2 League. Im Juli 2013 wurde er an den Drittligisten FC Machida Zelvia ausgeliehen. 2014 kehrte er zu Montedio Yamagata zurück. 2014 erreichte er das Finale des Kaiserpokal. 2016 wechselte er zum Drittligisten Blaublitz Akita. Für den Verein absolvierte er 61 Ligaspiele. 2019 wechselte er zum Ligakonkurrenten Vanraure Hachinohe. Für den Verein absolvierte er 12 Ligaspiele. Im Februar 2020 wechselte er zum Tokyo United FC. Nach einer Saison unterschrieb er im Februar 2021 einen Vertrag beim Viertligisten Tōkyō Musashino United FC. Für den Verein aus Musashino absolvierte er 16 Viertligaspiele. Im August 2021 verpflichtete ihn der ebenfalls in der vierten Liga spielende FC Osaka. Am Ende der Saison wurde er mit Osaka Vizemeister der Liga und stieg somit in die dritte Liga auf.

## Erfolge
Montedio Yamagata
- Japanischer Pokalfinalist: 2014

## Sonstiges
Keita Hidaka ist der Bruder von Rintaro Tashima und der Neffe von Kōzō Tashima.